# سلوك الطفل الإشكالي

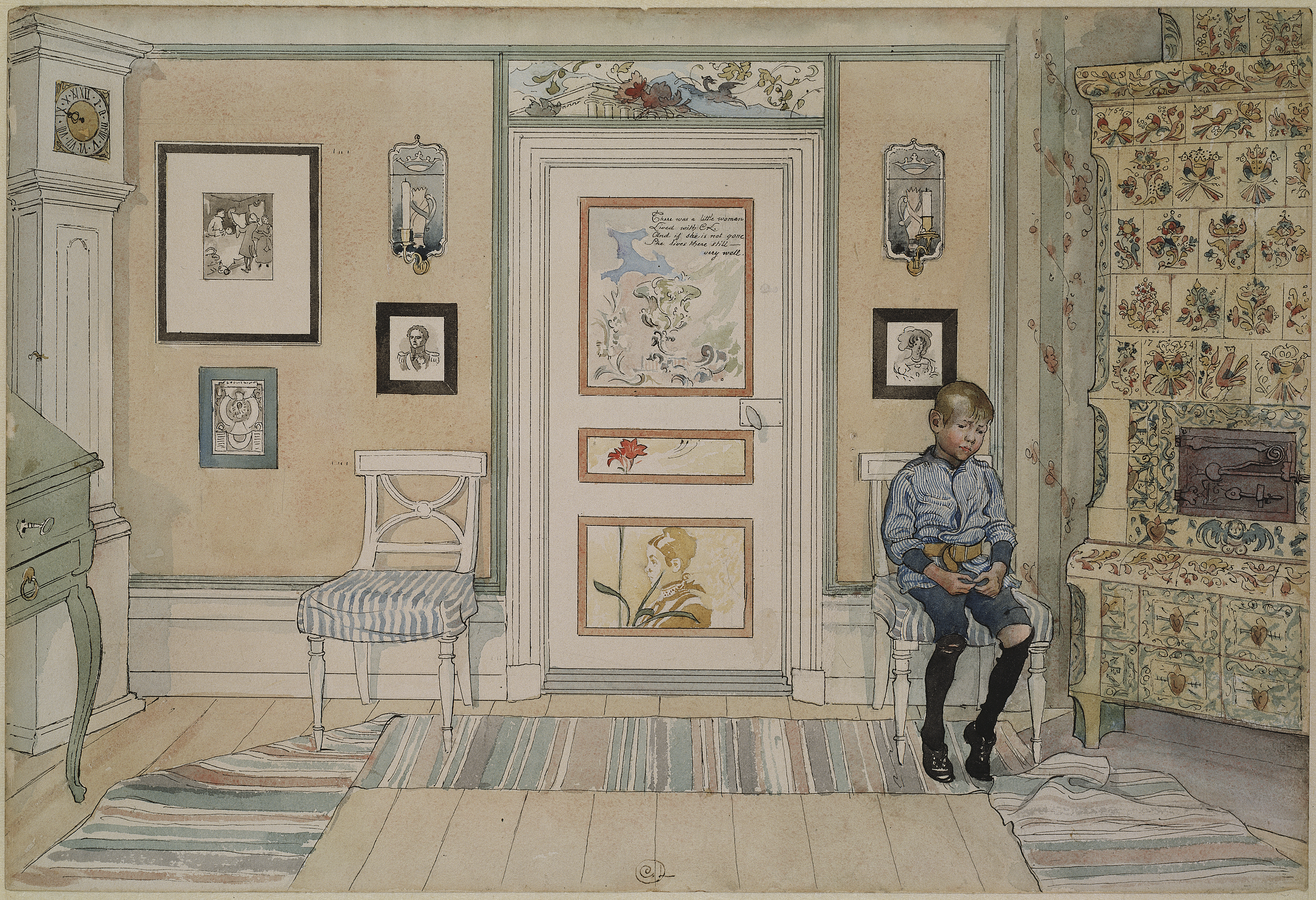

سلوك الطفل الإشكالي ذلك السلوك غير المرغوب فيه على مستوى السلوك الإنساني، والذي يظهر فيه الطفل تصرفات غير مقبولة.

## العوامل المسببة للسلوك المشكل عند الطفل
يمكن تقسيم العوامل إلى اربع عوامل على النحو التالي:-
1-عوامل بيولوجية: كالوراثة والاضرابات الفيزيولوجيه والعوامل العضوية
2- عوامل نفسية: مثل سوء التكيف والإحباط والصراع والقلق وعدم اشباع الحاجات النفسية للطفل أو رغبة الطفل في تأكيد ذاته
3-عوامل اسرية: مثل مشاهدة الصغير للكبير عند ممارسته السلوك المشكل في تعاملاته اليومية ليصبح فيما بعد النموذج الذي يحتذى به من قبل الطفل

## أسباب إساءة الطفل
من المهم قبل تطبيق طرق تعليم السلوك المناسب يجب ان نعلم الطفل كيف يكتسب هذا السلوك من خلال التفاعل مع المجتمع والبيئة التي يعيشون بها وكيفيه التعامل مع الكبار والصغار وتعلمهم طرق الاستجابة والتفاعل والتصرف في المجتمع وتفاعلهم مع الاخرين فينمو السلوك السوي من خلال التفاعل فكل ما يعمله الأطفال اما يعزز أو لا يعزز، ف إذا تم التعامل مع الاسلوب الملائم والغير ملائم بذات الطريقة فذلك سيسبب مشكلة جديدة لدى الطفل حيث انه لايعلم على أي سلوك عزز وعلى أي سلوك عوقب لذللك علينا ان نستخدم اسلوب التعزيز بحكمة
*ويمكن ان نضيف لذلك الظروف البيئيه التي تحيط بالطفل
*والتوقعات غير الملائمة بمستوى الطفل
*واصدار السلوك السيء بهدف الحصول على الاهتمام ولفت الانتباه

## تعديلالسلوك
وهو تعلم الفرد مهارات جديدة وسلوك جديد بهدف التقليل من السلوك غير المرغوب فيه وتعزيز السلوك الجيد

## الإجراءات الأساسية لتعديل سلوك الطفل
|            | | |  |
| المبدء     | التعريف | مثال توضيحي |  |
| التعزيز    | تقوية السلوك من خلال اضافة مثيرات ايجابية أو ازالة مثيرات منفردة                                                                                 | ثناء الام عاى طفلها عندما يحصل على علامات مرتفعه                                                                 |  |
| العقاب     | اضعاف السلوك من خلال اضافه مثير منفر أو ازالة مثير ايجابي                                                                                        | توجيه صفعة إلى يد الطفل أو اخذ لعبة محببة                                                                        |  |
| المحو      | اضعاف السلوك من خلال إلغاء المعززات التي تحافظ على استمراريته                                                                                    | التوقف عن الانتباه إلى الطفل عندما يبكي للفت النظر للاخرين                                                       |  |
| ضبط المثير | تعزيز السلوك بوجود <المثير الايجابي> وعدم تعزيزه بوجود مثيرات اخرى <المثيرات السلبية> يقوي حدوث السلوك بوجود النوع الأول من المثيرات ويقلل حدوثه | المدخن الذي يحاول التقليل من عدد السجائر وذلك بالتدخين في الاماكن المحددة والامتناع عن التدخين في الاماكن الاخرى |  |
| التمييز    | عملية تعلم التفريق بين المثيرات المتشابهة والاستجابة للمثير المناسب                                                                              | تعلم الطفل ان الكتابة على الدفتر امر محبب وان الكتابة على الحائط سلوك سيعاقب عليه                                |  |
| التعميم    | تأدية الاستجبة الشرطية التي يتم تعلمها في موقف معين في المواقف الاخرى المشابهة له                                                                | إذا اساء اليك شخص من فئة معينه من الناس فأنت قد تعمم ذلك على كل افراد تللك الفئة                                 |  |

## اساليب العلاج السلوكي
قد تكون الحاجة إلى التعزيز الكثير هي مساعدة الطفل على تعلم السلوك المناسب بسرعة فالتعزيز يمكن ان يكون -مادي مثلا «شوكولاة أو بسكويت أو قطعه حلوى» -اما التعزيز الاجتماعي مثلا «عبارات الاستحسان والإطراء-شاطر ممتاز احسنت -برافو -وكذلك استخدام التصفيق له لتشجيعه على العمل الجيد»

### التعلم بالنموذج مع الحث اللفظي والبدني
ويقدم هذا النمذج بحيث يكون من يقوم به شخصيه محببه للطفل <-الام، الاب والمعلمة، الاخ> ويطبق بثلاث طرق 1-جماعية 2-فردية 3-طريقة الحل الثابت مع التوضيح
ويستخدم الحث اللفظي والبدني لتة جيه اهتمام الأطفال لمتابعة اداء النموذج ثم نحثهم على المحاكاة

### التجاهل
التجاهل خطة فعالة ولكنها صعبة فيجب تجاهل السلوكات العادية والوقوف على السلوكات المؤذيه وعدم تجاهلها والتعامل معها بالطريقة المناسبة

### تغيير التوجيه
بتوجيه انتباه الطفل نحو نشاط اخر مثلا أطفال السنه الثانية يفتقرون إلى مهارات اجتماعية للتعامل مع متطلبات المدرسة أوالروضة لذلك هم بحاجة إلى مساعدة لاكتساب هذه المهارات تدريجيا ويجب عدم استعمال تغيير التوجيه بشكل اعتيادي مع الأطفال الأكبر سنا في هذه المرحلة الذين يحتاجون إلى الإرشاد إلى الطريقة الفعالة لحل المشكلات الاجتماعية
|   |                                  | | |  |
| م | المشكلة السلوكية                 | الاسلوب العلاجي | ملحوظة |  |
| 1 | العدوان                          | استخدام اسلوب التوجيه المباشر للطفل مع عزله عن مجموعته حتى يهدأ -ولا يستخدم العزل الابعد تكرار العدوان مع تحديد مدة العزل من قبل الاختصاصية النفسية أو حرمان مؤقت من ممارسة نشاط محبب التدريب على الطمأنينه الاجتماعية وهو شكل من اشكال التصحيح الزائد                                                                 | يختلف تطبي هذا الاسلوب تبعا لاختلاف كل مرحلة عمرية للاطفال ويستخدم مع الطفل العدواني حيث يطلب منه الاعتذار بشكل متكرر عن سلوكه                          |  |
| 2 | استخدام الالفاظ غير اللائقة      | النأكد من ان الطفل يتلفظ بتللك الالفاظ عن اقتناع أو تقليد لغيره فاذا كان قد سمعها فلابد من توجيه المصدر ومعاقبته ان كان من داخل البيت وإذا كان من الخارج ابلاغ الجهة المسؤلة عن ذلك مع ابلاغ الطفل بأن هذه الالفاظ غير مقبولة                                                                                          | |  |
| 3 | الارق الليلي                     | التأكد من ان الطفل لاينام ظهرا وان طاقته الحركية طبيعية ولا يعاني من النشاط الزائد وفي حالة استمرار المشكلة يتم تحويله للمتابعه النفسية | |  |
| 4 | اضطرابات الأكل                   | في حالة صلامة الطفل صحيا يتم استخدام أسلوب الأقتصاد الرمزي مع الطفل وهو عبارة عن الرموز مادية يتم تقديمها للطفل مباشرة بعد حدوث السلوك المرغوب وهو هنا وهاذا الأسلوب لا يستخدم الا بعد فشل التعزيز مثل المدح الأنتباه النشجيع مع اسلوب الأ مبالاة والهدوء التام في حالة البطئ في الأكل وعدم التوسل لطفل لكي يأكل بسرعة | |  |
| 5 | الأنطواء والتجنب الأجتماعي       | تستخدم لتقليل نسبة التجنب الأجتماعي لدى الطفل من الأخرين أسلوب التطمين المتدرج التعرض التدريجي للموقف الذي يخاف منه مع تحويله للمتابعة النفسية | يتضمن ذلك معرفة سبب الخوف مع العمل على ان يشعر الطفل بلأمن والطمأنينة ومحاولة اشراكه في الألعاب الجماعية والعمل على ايجاد علاقات ودية بينه وبين الأخرين |  |
| 6 | البكاء في شكل مستمر              | أسلوب التجاهل المنتظم وهو يقوم على ايقاف المعززات التي نستخدمها وتسهم في استمرار هاذا السلوك الغير مقبول مثل الأهتمام بلطفل عندما يبكي بدون سبب أو نلح عليه لمعرفة سبب بكائه | يجب التأكد من أن هاذه المشكلة اصبحت سلوكا معتاد لدى الطفل من اجل تحقبق رغباته بهدف لفت النظر اليه                                                       |  |
| 7 | التأتأة وصعوبة التحدث مع الأخرين | يتم استخدام أسلوب التدعيم الأيجابي القائم على تشجيع الطفل على الكلام بدون ان يجهد نفسيا از يكون تحت ظغط معين مع أستخدام اسلوب الأقتداء ومحاكاة النماذج | لابد أن نراعي تأخر النطق وضعف المحصول اللغوي لدى الأطفال ذوي الضروف الخاصة لعدم تشبع مرحلة الطفولة المبكرة                                              |  |
| 8 | حب التملك وعدم القناعة           | اهمية اشباع غريزة حب التملك لدى الطفل من خلال تلبية طلابته في الحدود المقبولة مع عدم تفضيل طفل على طفل اخر ومنح الطفل حرية التصرف ب العابه بدلا من ابعاده عنهم بشكل مستمر | تنتشر هاذه المشكلة بين هاذه الفئة لعدم احساسهم بلملكية الفردية والجو المؤسس الجماعي الذي يعانون منه                                                     |  |
| 9 | تعلق الطفل الزائد بالألعاب       | عليكِ إخفاء هذه اللعبة من أمامه؛ حتى لا يستطيع طلبها أو الإشارة إليها، التسلح بالصبر؛ لأنه سيكون سيئ المزاج لفترة طويلة لا تقل أهمية عن فترة الفطام، تعويض الفراغ اليومي، وكون المعلم الأول والأخير ليرتمي في أحضانكِ، ولا يبحث عن «أحضان بديلة».                                                                        | |  |